# Iggy Azalea
Amethyst Amelia Kelly, mer känd som Iggy Azalea, född 7 juni 1990 i Sydney, Australien, är en australisk hiphopartist och rappare med skivkontrakt med Island Def Jam och Mercury.
Hon har hitsinglar som "Fancy" och "Black Widow". Den 4 maj 2015 kom singeln "Pretty Girls" med Iggy Azalea och Britney Spears, och musikvideon släpptes 13 maj 2015.
Iggy Azalea har sålt cirka 30 miljoner singlar och tre miljoner album världen över.

## Diskografi
Studioalbum
- The New Classic (2014)
- In My Defense (2019)

EPs
- Glory (2012)
- Survive the Summer (2018)
- Wicked Lips (2019)

Mixband
- Ignorant Art (2011)
- TrapGold (2012)

## Utmärkelser (urval)
- 2012 XXL Freshmen Class Fan Vote Finalists (vann)
- 2012 MTVu Woodie Awards: Breakthrough Woodie (nominerad)
- 2012 O Music Awards: Best Web-Born Artist (nominerad)
- 2014 Billboard Women in Music Awards: Chart-Topper (vann)
- 2014 Capricho Awards: International Breakthrough Act (nominerad)
- 2014 NRJ Music Awards: International Breakthrough of the Year (nominerad)
- 2014 Urban Music Awards: Best International Artist (nominerad)
- 2014 Young Hollywood Awards: Hottest Music Artist (nominerad)
- 2015 Grammy Awards: Best New Artist (nominerad)
- 2016 GQ Australia Men of the Year Awards: Woman of the Year (vann)